# شهرستان لانفیرا
لانفیرا شهری در شهرستان سولنزو در استان بانوا در بورکینافاسوی غربی است و جمعیت آن ۶۱۷ نفر است.